# کروپینا
کروپینا (به آلمانی: Karpfen) یک شهرک با جمعیت ۷٬۸۱۲ نفر که در Krupina District، اسلواکی واقع شده‌است.